# Henry Thomas Herbert Piaggio
Henry Thomas Herbert Piaggio (* 2. Juni 1884 in London; † 26. Juni 1967 in Nottingham) war ein englischer Mathematiker und Lehrstuhlinhaber.

## Jugend
Piaggio war der Sohn des Inhabers einer Tanzakademie in Margate und wuchs in geordneten Familienverhältnissen mit einer Schwester und einem Bruder auf. Eingeschult auf der City of London School studierte er danach am St John’s College in Cambridge Mathematik, an der er den Grad eines Magisters und 1914 den eines Doktors erlangte.

## Wirken
1908, schon sechs Jahre vor Erwerb des Doktorgrades, wurde er als wissenschaftlicher Mitarbeiter des Mathematik- und Physikprofessors W H Heaton zum Dozenten für Mathematik an der University of Nottingham ernannt. 1919 übernahm Piaggio die Professur des neu geschaffenen Lehrstuhls für Mathematik in Nottingham, den er bis 1950 innehatte.
Der Schwerpunkt der Forschungen in den Anfangsjahren seiner Lehrtätigkeit lagen auf den Gebieten der Differentialgleichungen und Invarianten, welche 1920 Eingang in das als ein Standardwerk der Mathematik zu bezeichnenden Buch, An Elementary Treatise on Differential Equations and their Applications fand.
Neben dieser Monografie publizierte Piaggio zahlreiche Aufsätze in Fachzeitschriften wie beispielsweise The Mathematical Gazette, Journal of the London Mathematical Society und Nature. In diesen Printmedien behandelte Piaggio vielfältige mathematische Probleme auf den Gebieten der Psychologie, der Optik, der Flugzeugnavigation, des Indeterminismus, der Relativität, der Wahrscheinlichkeit und der Mechanik.
Piaggios intensive Beschäftigung mit der Theorie der Differentialgleichungen und insbesondere der Theorie der Invarianten befähigte ihn auch als einen der Ersten, die Relativitätstheorie Albert Einsteins mit allen Konsequenzen verstehen zu können. Sein Buch über Differentialgleichungen, 1928 erweitert und in viele Sprachen übersetzt, brachte Piaggio so viel Anerkennung ein, dass es sich auch Einstein nicht nehmen ließ, ihn 1929 in Nottingham zu besuchen. Von Vorteil für beide Seiten war die Tatsache, dass Piaggio nicht nur über gute Französisch- sondern auch Deutschkenntnisse verfügte.
Von 1944 bis 1947 war Piaggio Dekan an der Fakultät für Angewandte Wissenschaft seiner Universität und Mitglied der Ratsversammlung der britischen Mathematical Association.
Piaggio war ein guter Schachspieler und ein begeisterter Anhänger des Tennis- und Cricketsports.
Er war nicht verheiratet und starb nach kurzer Krankheit 1967 in Nottingham.

## Nachweise
1. ↑  John J. O’Connor, Edmund F. Robertson: Henry Thomas Herbert Piaggio. In: MacTutor History of Mathematics archive (englisch).
2. 1 2 3 4 5  D A Young: H T H Piaggio, M.A., D.Sc., 1884-1967. MacTutor History of Mathematics archive, abgerufen am 24. November 2019 (englisch).
3. ↑  Longley, W.R.: An Elementary Differential Equations and their Applications, by H. T. H. Piaggio. American Mathematical Society, abgerufen am 25. November 2019 (englisch).
4. ↑  Journal of the London Mathematical Society. London Mathematical Society, abgerufen am 25. November 2019 (englisch).

| Personendaten    | Personendaten                                |
| ---------------- | -------------------------------------------- |
| NAME             | Piaggio, Henry Thomas Herbert                |
| KURZBESCHREIBUNG | britischer Mathematiker und Lehrstuhlinhaber |
| GEBURTSDATUM     | 2. Juni 1884                                 |
| GEBURTSORT       | London                                       |
| STERBEDATUM      | 26. Juni 1967                                |
| STERBEORT        | Nottingham                                   |